# Sport- und Schwimmverein Reutlingen 05
Lo Sport- und Schwimmverein Reutlingen 05 è una squadra di calcio tedesca con sede a Reutlingen, città del Baden-Württemberg. Gioca le partite casalinghe nello Stadion an der Kreuzeiche, e nella stagione 2015-2016 milita nella Oberliga Baden-Württemberg, uno dei gironi che compongono la quinta serie del calcio tedesco.

## Storia
Fondato nel 1905 come Arminia Reutlingen, il club adotta l'attuale denominazione solo a partire dal 1938. Nel dopoguerra il Reutlingen viene aggregato prima all'Oberliga Südwest, poi, dal 1950, alla Süd; in questo periodo partecipa in due occasioni alla fase nazionale, ma non passa il primo turno. Nel 1963 nasce invece in Germania Ovest la Bundesliga, ma la squadra viene ammessa ad uno dei gironi dell'allora seconda serie, la Regionalliga Süd. Ha comunque subito la possibilità di venire promossa nel nuovo torneo: nel 1965 si classifica infatti al secondo posto alle spalle del Bayern Monaco, tuttavia viene in seguito pesantemente sconfitta dal Borussia Mönchengladbach nei play-off.
Il Reutlingen trascorre in tutto un decennio al secondo livello; nasce poi la Zweite Bundesliga, campionato a cui la squadra partecipa per la prima volta nella stagione 1976-1977. Subito retrocesso, il club passa i successivi vent'anni in terza serie.
Un nuovo ritorno in Zweite Bundesliga si verifica nel 2001, e questa volta la permanenza dura fino al 2003. Il Reutlingen deve però ripartire dalla quarta serie nella stagione successiva e infine, dopo una nuova promozione e due retrocessioni, il club inizia gli anni dieci in Oberliga.

## Palmarès

### Competizioni nazionali
- Fußball-Regionalliga: 1

1999-2000 (Regionalliga Sud)

### Altri piazzamenti
- Oberliga Süd:

Secondo posto: 1954-1955